# Kim Bergstrand
Kim Hilding Bergstrand (* 18. April 1968 in Täby) ist ein ehemaliger schwedischer Fußballspieler. Der Offensivspieler, der 1992 mit AIK den schwedischen Meistertitel gewann, begann nach dem Ende seiner aktiven Laufbahn eine Trainerkarriere. Zuletzt war er bis Oktober 2024 bei Djurgårdens IF tätig.

## Werdegang

### Spielerlaufbahn

#### Karrierestart und zwölf Jahre AIK
Bergstrand begann mit dem Fußballspielen in seinem Heimatort beim IFK Täby. Nachdem er dort zwischen 1974 und 1982 die einzelnen Jugendmannschaften durchlaufen hatte, wechselte er innerhalb des Stockholmer Großraumes in die Jugendabteilung des AIK. Im Alter von 18 Jahren rückte er unter Trainer Rolf Zetterlund im Laufe der Spielzeit 1986 in den Kader der Männermannschaft auf. Am 19. Mai des Jahres debütierte er beim 1:0-Auswärtserfolg gegen IF Elfsborg durch ein Tor von Björn Kindlund in der Startformation in der Allsvenskan, bereits bei seinem zweiten Spieleinsatz in der folgenden Woche trug er als Torschütze zum 3:2-Derbysieg gegen Djurgårdens IF bei. Zwar erzielte er auch im nächsten Derby zwei Wochen später gegen Hammarby IF beim 4:0-Erfolg ein Tor, anschließend blieb er jedoch ohne Treffer und verlor im weiteren Saisonverlauf seinen Stammplatz an Jari Niinimäki.
Auch in den folgenden Jahren verpasste es Bergstrand, sich dauerhaft in die Stammformation zu spielen, da er öfters mit Verletzungsproblemen zu kämpfen hatte. Im Sommer 1987 kämpfte er kurzzeitig mit dem Tod, als er im Zusammenhang mit einer Blinddarmoperation allergisch auf das Narkosemittel reagierte. Dennoch bestritt er im Lauf der Jahre mehr als die Hälfte der Spiele für den Klub. Unter Trainer Nils Andersson und dessen Nachfolger Sanny Åslund spielte die Mannschaft um Spieler wie Mats Olausson, Jan Eriksson, Thomas Lundmark oder Niclas Kindvall jedoch regelmäßig lediglich im hinteren Bereich der Tabelle. Erst nach der Verpflichtung von Tommy Söderberg als neuem Trainer vor Beginn der Spielzeit 1991 kehrte der Erfolg zu AIK zurück. Wenngleich Bergstrand an der Seite von Bernt Ljung, Peter Larsson, Pascal Simpson und Hans Eskilsson in der regulären Spielzeit in 14 der 18 Saisonspiele aufgelaufen war, stand er in der Meisterschaftsendrunde in allen zehn Partien auf dem Platz. Dort beendete er mit dem Klub als Letzter die Meisterschaft, im Landespokal blieb er trotz des Finaleinzuges nach einer 2:3-Niederlage gegen den IFK Göteborg ohne Titelgewinn im Saisonverlauf.
Auch in der folgenden Spielzeit war Bergstrand Stammspieler und trug mit zwei Saisontoren zum erneuten Einzug in die Meisterschaftsendrunde bei. Als Tabellenvierter der regulären Spielzeit hatte der Klub neun Punkte Rückstand auf Tabellenführer IFK Norrköping gehabt, die sich durch Übernahme der Hälfte der Punkte in die Endrunde halbierten. Insbesondere durch die Tore von Wadym Jewtuschenko und Krister Nordin rückte die Mannschaft in der Tabelle auf und lieferte sich letztlich ein Duell mit dem Klub aus Norrköping um den Titel. Beim direkten Aufeinandertreffen am vorletzten Spieltag zeichnete er sich durch eine hervorragende Leistung aus und verhalf mit einer Torvorlage – der Abpraller nach seinem Fallrückzieher an die Latte wurde von Nordin zum zweiten Tor von AIK verwertet – zu einem 2:2-Unentschieden. Im Abschlusstraining zum Spiel gegen Malmö FF am letzten Spieltag stieß er mit Michael Borgqvist zusammen und zog sich einen Bänderriss im Knie zu. Auf Krücken verfolgte er somit den 3:2-Erfolg seiner Mannschaft, der den Titelgewinn bedeutete.
Obwohl Bergstrand im Winter und einen Großteil der Vorbereitung aufgrund der Verletzung verpasst hatte, stand er zu Beginn der Spielzeit 1993 wieder in der Stammformation von AIK. Am 12. Mai schrieb er Geschichte, als er beim 9:3-Erfolg über den IK Brage als erster Spieler in der Vereinsgeschichte in einem Ligaspiel fünf Tore erzielte. Damit avancierte er mit letztlich elf Saisontoren hinter Dick Lidman, der 16 Tore im Saisonverlauf schoss, zum zweiterfolgreichsten Torschützen in der vereinsinternen Torschützenliste, dennoch reichte es in der Meisterschaft nur zu einem dritten Tabellenplatz. Nach einer weiteren Spielzeit, in der er mit zwei Toren zum sechsten Platz betrug, entschied der Klub, sich trotz eines noch ein weiteres Jahr laufenden Kontraktes vom Spieler trennen zu wollen.

#### Zwischen erster und dritter Liga
Bergstrand blieb innerhalb des Stockholmer Großraumes und schloss sich dem Ligakonkurrenten Hammarby IF an. Am Ende der Spielzeit 1995 stieg er jedoch mit seiner neuen Mannschaft aus der Allsvenskan ab. Als Tabellenzweiter der Nordstaffel der zweiten Liga hinter Västerås SK verpasste er mit dem Klub trotz eines 2:1-Heimspielerfolges durch eine 1:3-Auswärtsniederlage gegen Trelleborgs FF in den Relegationsspielen den direkten Wiederaufstieg. Im folgenden Jahr dominierte er mit dem Klub die Zweitligastaffel und stand mit dem Klub schließlich in der Erstliga-Spielzeit 1998 sogar zeitweise im Titelrennen, in dem sich sein alter Verein AIK durchsetzte und er mit Hammarby IF den dritten Rang belegte.
Anschließend zog Bergstrand zum Zweitligisten Nacka FF weiter, mit dem er sich als Tabellenelfter der Nordstaffel nicht für die neu eingeführte Superettan qualifizieren konnte. In der drittklassigen Division 2 Västra Svealand beendete er die folgende Spielzeit mit dem Klub als Tabellenzweiter hinter BK Forward. Zunächst übernahm er 2001 das Traineramt beim Klub, als dieser jedoch im Saisonverlauf aufgrund finanzieller Probleme den Spielbetrieb einstellte, schloss er sich dem Ligakonkurrenten IF Brommapojkarna an. Mit der Mannschaft stieg er nach zwei Siegen gegen IFK Luleå in der Relegation in die Superettan auf. Im Laufe der Zweitligaspielzeit 2002 kam er noch zu 15 Spieleinsätzen und einem Zweitligator, ehe er seine Karriere beendete.

### Trainerkarriere
Bergstrand wechselte auf die Trainerbank und übernahm einen Trainerjob bei IF Brommapojkarna in der Nachwuchsabteilung. 2006 gewann er mit dem Nachwuchs des Klubs die schwedische Nachwuchsmeisterschaft. Nachdem die Mannschaft am Ende der Spielzeit 2007 aus der Allsvenskan abgestiegen war, wurde er als neuer Trainer vorgestellt. Hinter den Göteborger Klubs Örgryte IS und BK Häcken belegte er mit der Mannschaft um Kristoffer Nordfeldt, Joakim Runnemo und Kim Odelius den dritten Tabellenplatz in der Zweitligaspielzeit 2008. In den anschließenden Relegationsspielen setzte sie sich gegen Ljungskile SK durch und platzierte sich in der anschließenden Erstligasaison auf einem Nicht-Abstiegsplatz. Im Laufe der Spielzeit 2010 rutschte er mit seiner Mannschaft in den Abstiegskampf. Im Oktober des Jahres entschied sich daher die Klubführung zum Trainerwechsel und ersetzte Bergstrand durch Roberth Björknesjö. Auch unter dessen Leitung blieb der Erfolg aus und der Klub stieg als Tabellenschlusslicht ab.
Im November 2011 verpflichtete der Drittligist IK Sirius Bergstrand als neuen Cheftrainer. Beim Vorjahresdritten der Division 1 Norra unterschrieb er einen bis Ende 2013 gültigen Vertrag und soll angesichts seiner Trainererfahrung im Jugendbereich auch beim Aufbau einer Jugendakademie helfen. Unter seiner Leitung wiederholte die Mannschaft Ende 2012 den dritten Tabellenplatz, mit einem Punkt Rückstand verpasste sie hinter Östersunds FK und BK Forward den Aufstieg in die Zweitklassigkeit. Als Meister der Nordstaffel der Division 1 stieg er im Folgejahr mit der Mannschaft in die Superettan auf. Nach einem sechsten Tabellenplatz in der ersten Spielzeit in der zweithöchsten Liga führte er sie in der Zweitliga-Spielzeit 2015 auf den dritten Tabellenrang, der die Teilnahme an der Relegation zur Allsvenskan bedeutete. Nach einem 2:2-Heimunentschieden und einem 1:1-Auswärtsremis gegen Falkenbergs FF verpasste der Klub aufgrund der Auswärtstorregel den Aufstieg in die höchste Spielklasse Schwedens. In der folgenden Saison lieferte sich Bergstrands Mannschaft ein Kopf-an-Kopf-Duell mit AFC United um die Zweitligameisterschaft, letztlich gab bei Punktgleichheit die um ein Tor bessere Tordifferenz den Ausschlag zugunsten von IK Sirius, der Klub stieg damit über 40 Jahre nach dem Abstieg am Ende der Spielzeit 1974 wieder in der Allsvenskan. Dort etablierte sich die Mannschaft im mittleren Tabellenbereich, so dass im Sommer 2017 Bergstrand und sein Assistent Thomas Lagerlöf ihre Verträge um drei Jahre verlängerten.
Nach Ende der Spielzeit 2018 verließen Bergstrand und Lagerlöf IK Sirius und schlossen sich im November des Jahres als gleichberechtigte Cheftrainer dem Ligakonkurrenten Djurgårdens IF an, bei dem beide Drei-Jahres-Verträge unterzeichneten. In der Spielzeit 2019 führten sie den Klub zum Meistertitel, in der UEFA Champions League 2020/21 scheiterte die Mannschaft jedoch bereits in der 1. Qualifikationsrunde gegen Ferencváros Budapest. In der nationalen Meisterschaft hielt das Duo den Klub jedoch im vorderen Drittel, so dass der Klub Anfang 2021 die Verträge bis Ende 2023 verlängerte. In der Spielzeit 2022 gelang hinter dem erstmaligen Meister BK Häcken die Vizemeisterschaft. Parallel erreichte die Mannschaft in der UEFA Europa Conference League 2022/23 die Gruppenphase, in der ohne Niederlage gegen KAA Gent, Molde FK und die Shamrock Rovers der Gruppensieg gelang. Im Achtelfinale folgte nach zwei Niederlagen gegen Lech Posen das Aus. Auch im folgenden Jahr führte das Duo als Tabellenvierten in den Europapokal, im Sommer 2024 stand es zudem mit der Mannschaft im Endspiel um den Landespokal 2023/24. Nachdem Deniz Hümmet gegen Meister Malmö FF die Führung von Taha Ali egalisiert hatte, ging das Spiel ins Elfmeterschießen. Dort hielt MFF-Torwart Johan Dahlin zwei Strafstöße, so dass der Titelgewinn verwehrt blieb. Hatte die Mannschaft lange Zeit während der Spielzeit 2024 hinter Malmö FF den zweiten Platz belegt und war in der UEFA Conference League 2024/25 in die Gruppenphase eingezogen, wo zum Auftakt Anfang Oktober ein 2:2-Remis beim österreichischen Klub LASK erreicht wurde, kam die Mannschaft im Laufe des Oktobers ins Trudeln. Nach dem wegen Zuschauerausschreitungen abgebrochenen und am folgenden Tag zu Ende gespielten Derby gegen Hammarby IF rutschte der Klub aufgrund einer 0:2-Niederlage auf den vierten Tabellenplatz ab. Daraufhin trennte sich der Verein vom Trainerduo, das 177 Erstligaspiele in Folge – und damit als vereinsinterner Rekordhalter – für die Mannschaft verantwortlich war.

### Erwähnenswertes
Bis zu seinem Engagement als Trainer bei IF Brommapojkarna war Bergstrand hauptberuflich als Feuerwehrmann und später als Sportlehrer und -referent an der Gymnastik- och idrottshögskolan tätig.